# ICSIM
ICSIM București este o companie de construcții din România.
Compania este listată pe bursa RASDAQ și face parte din grupul Nova Group, din care mai fac parte companiile de construcții Baumeister și Megaconstruct.
Cifra de afaceri:
- 2006: 10 milioane euro[1]
- 2004: 8,6 milioane euro[2]